# ریتانسرین
ریتانسرین (INN ،USAN ،BAN) یک آنتاگونیست گیرنده سروتونین است که هرگز برای استفاده بالینی به بازار عرضه نشده‌است، اما در تحقیقات علمی مورد استفاده قرار گرفته‌است.

## پژوهش‌ها
ریتانسرین در آزمایش‌های بالینی برای درمان اسکیزوفرنی و میگرن مورد آزمایش قرار گرفته‌است.